# Ulveskansen
 Der er for få eller ingen kildehenvisninger i denne artikel, hvilket er et problem. Du kan hjælpe ved at angive troværdige kilder til de påstande, som fremføres i artiklen.

Ulveskansen (Führerhauptquartier Wolfsschanze) var det kodenavn, tyskerne brugte for et af Adolf Hitlers større militære hovedkvarterer under 2. verdenskrig. Anlægget ligger i det tidligere Østpreussen, nu otte kilometer øst for Kętrzyn (tysk: Rastenburg) i Polen.
Hitler opholdt sig i 800 dage i dette hovedkvarter, som dermed blev et af de vigtigste kommandocentre i Det tredje rige.
Den 20. juli 1944 foretog tyske officerer et mislykket attentat på Adolf Hitler i Ulveskansen.
Hitler overlevede og betragtede det som et tegn på forsynets gunst. Anlægget blev sprængt i januar 1945, da sovjetiske styrker nærmede sig Østpreussen. Det er nu et polsk frilandsmuseum.

## Baggrund
Sammenlignet med lederne af de andre krigsførende magter under 2. verdenskrig havde Hitler en enestående dobbeltposition: han var både statsleder og fra 1938 krigsminister og fra 1941 øverste chef for de væbnede styrker. 

I hans egenskab af statsleder var hans officielle arbejdsplads det nye Rigskancelli, Reichskanzlei, i Berlin. Som øverste chef for militæret var hans position mere kompliceret:

Militære ledere har traditionelt opholdt sig nær de tropper, de kommanderer, fordi der først i moderne tid er kommunikationsmidler, som muliggør fjernledelse. I 1828 opstod i Tyskland begrebet «Grosses Hauptquartier, das Generalkommando der ganzen Armee», altså generalkommandoen for den samlede hær. Under Første verdenskrig var den forlagt til forskellige steder lige bag Vestfronten og flyttede sig efter frontens bevægelse.

Hitler fulgte denne tradition med «Førerhovedkvarter» og ledede felttoget i vest i 1940 først fra et hovedkvarter med dæknavnet Felsennest (klipperede) sydvest for Bonn og derefter fra et HQ med dæknavnet Wolfsschlucht I (ulveslugt) ved den lille landsby Bruly-de-Peche. Det var her, Hitler modtog beskeden om, at Frankrig ville kapitulere.
Efter sejren i vest begyndte Hitler at overveje et felttog mod Sovjetunionen, og der opstod behov for et hovedkvarter i øst.

## Udvælgelse af et egnet sted og bygningen af selve hovedkvarteret
Det var Hitler selv, der valgte dæknavnet, som havde udgangspunkt i, at han havde benyttet pseudonymet «Wolf» (ulv), især i sin privatkorrespondance i 1920'erne. Et andet dæknavn for det østlige førerhovedkvarter var bynavnet «Görlitz» (efter en nærliggende landsby og ikke efter den langt større by med samme navn i Sachsen).
Det var Organisation Todt, som stod for bygningen af anlægget i 1940. Under byggeperioden hed det, at der opførtes en fabrik dér: «Chemische Werke Askania» eller «Askania Nord».
Det var naturligt at placere Ulveskansen i Østpreussen i den østligste del af Tyskland (nu delt mellem Polen og den russiske Kaliningradeksklave). Der var en egnet grund otte kilometer øst for Rastenburg (nu Kętrzyn), 
i skoven Mauerwald (nu Mamerke) nær landsbyen Görlitz (nu Gierloz). Området havde i århundreder været præget af militær: Rastenburg var anlagt som fæstningsværk af Den tyske orden i 1329 og blev en vigtig preussisk garnisonsby.
Der var flere forhold, som gjorde stedet passende:

- Det lå i et tæt skovområde, som kombineret med brandsikre camouflagenet og en specielt camouflerende mørtel gjorde, at anlægget praktisk talt var umuligt at opdage fra luften (og Aeroflots rute mellem Berlin og Moskva gik lige over området). Først i krigens slutfase (27. januar 1945) opdagede sovjetiske landtropper anlægget.

- Det var med et sidespor knyttet til den nærliggende øst-vestgående jernbanelinje og til landevejen mellem Rastenburg og Angerburg (nu Wegorzewo), således at det var let at føre byggematerialer frem.

- I Rastenburg var der en mellemstor flyveplads ved navn «Graf Zeppelin», som Hitler kunne bruge som udgangspunkt for inspektion af fronten.

Rundt om Ulveskansen blev der placeret administrative centre for Luftwaffe, hæren, SS (Schutzstaffel), Rigskancelliet og Auswärtiges Amt (udenrigsministeriet). De lå op til 80 km fra den egentlige Ulveskanse; for eksempel havde udenrigsminister Joachim von Ribbentrop slået sig ned på godset Steinort (nu Sztynort) 30 km borte.
Disse perifere centre blev ofte omtalt som dele af Ulveskansen.

## Anlægsarbejdet
Der var næsten sammenhængende byggearbejder på Ulveskansen fra december 1940 til sprængningen i januar 1945; det er regnet ud, at cirka 1,7 millioner dagsværk gik til at bygge Ulveskansen med tilhørende anlæg. Da Hitler forlod stedet for sidste gang i november 1944, var der fortsat 2000 bygningsarbejdere dér. Anlægget bestod både af bunkere) og almindelige træbarakker. Det omfattede til slut i alt ca. 40 beboelses-, arbejds- og administrationsbygninger samt syv massive og 40 lette stålbetonbunkere. Bunkernes tag kunne være op til 10 meter tykke. Anlægget havde egen jernbanetilslutning og to flyvepladser. Hitlers hovedkvarter var bunker nummer 13.
Der blev lagt stor vægt på sikring af området, så det skulle kunne modstå angreb fra fjendtlige kommandostyrker. Hele anlægget var omringet af et 50 meter bredt minefelt, og inden for det var der sat et elektrisk pigtrådshegn op og vagttårne. Det indre areal var delt i tre koncentriske områder, adskilt af bevogtede afspærringer (Sperrkreis 1, 2 og 3). Hitlers bunker befandt sig inderst; i september 1943 fik han endog anlagt en ekstra afspærring rundt om den (Sperrkreis A).
Alle måtte have passérsedler for hver spærrekreds, og de var omgivet af minefelter i 50 til 150 meters bredde og af pigtråd. Sammenlagt var pigtrådshegnene 10 km lange.
Luftværnskanoner skulle beskytte mod flyangreb.

## Hitlers ophold i Ulveskansen
Adolf Hitler opholdt sig i Ulveskansen fra sommeren 1941 til efteråret 1944, blot afbrudt af ferier på Berghof, ophold i Werwolf (førerhovedkvarteret ved Vinnitsa i Ukraine) efteråret 1942 og foråret 1943. Ud over disse perioder var han der en række gange på kortere ophold (se tabellen herunder). Det betød, at Ulveskansen var Tysklands administrative center i lange perioder. Hitler modtog politikere og statsledere fra allierede lande, lydstater og okkuperede områder, som for eksempel Vidkun Quisling den 13. januar 1944 – se listen længere nede. Alt i alt opholdt Hitler sig i Ulveskansen i 800 dage, sammenlagt mere end to år .
Hitler holdt til i en selvstændig bunker, hvor han havde sin private «lejlighed». Den var uden vinduer og oplyst af elektrisk lys; rustningsminister Albert Speer sammenlignede den med et egyptisk gravkammer.
Hele anlægget havde et dystert præg. Generaloberst Alfred Jodl sagde senere, at det lignede en kombination af en koncentrationslejr og et kloster.
På grund af det sumpede terræn var myggeplagen stor, og klimaet i området var dårligt med varme somre og kolde vintre. For at reducere myggebestanden beordrede Hitler, at der skulle hældes petroleum i de åbne vandområder rundt om anlægget; det gjorde kål på myggene, men også på stedets frøer. Frøernes kvækken havde virket beroligende på Hitler, og der måtte udsætte en ny frøbestand.
Hitlers livlæge, Theodor Morell, er en vigtig kilde til oplysninger om dagliglivet på stedet.

## 20-juli-attentatet mod Hitler
Det var i Ulveskansen, at det mislykkede 20. juli-attentat mod Hitler blev udført af oberst Claus von Stauffenberg i 1944. Planen indebar, at Stauffenberg skulle placere en tidsindstillet bombe nær Hitlers plads i bunkeren og derefter rejse til Berlin for at være med til at styre tropperne under det planlagte konservative officerskup.
Imidlertid førte uforudsete forhold til, at Hitler overlevede bomben: mødet fandt sted i en træbarak i stedet for i en bunker og gjorde trykket mindre, fordi væggene blev blæst ud, og bomben stod ikke tæt nok på Hitler. 

I grunden var bomben godt placeret af Stauffenberg, men efter at han forlod rummet for at haste til Berlin, blev bombetasken flyttet hen bag et bredt og kraftigt bordben af en officer, som ville have bedre plads. Herved kom konferencebordet til at skærme Hitler mod eksplosionen. 
Fire mennesker, som deltog på mødet, blev dræbt ved attentatet, og næsten alle tilstedeværende skadet. Hitler fik mindre skader, specielt i ørene og på højre arm.
Attentatet kunne måske alligevel have ført til et magtskifte, havde det ikke været for andre uheldige omstændigheder. Som følge af en misforståelse havde general Friedrich Olbricht, en af de sammensvorne i Berlin, ikke indledt den planlagte magtovertagelse «Operation Valkyrie» umiddelbart efter meldingen om eksplosionen. Den blev først sat i gang fire timer senere, da Stauffenberg ankom med sin He 111 fra Rastenburg.
Under kupforsøget formåede de sammensvorne ikke at tage kontrol over radiostationerne, og dermed kunne de ikke undertrykke nyheden om, at Hitler havde overlevet. Reservestyrker i Berlin, som først havde adlydt Stauffenbergs ordrer, nægtede nu at følge dem, og kupforsøget mislykkedes.

## Slutningen
.
Hitler forlod stedet sidste gang 20. november 1944 for at lede den forestående tyske offensiv i Ardennerne. 23. januar 1945 begyndte tyske ingeniørtropper en todages sprængning af anlægget. Det viste sig ikke at være særlig vellykket, når det gjaldt de kraftige bunkere. 27. januar rykkede russerne ind og erobrede det.
Største delen af den etnisk tyske befolkning i området blev i 1945 fordrevet eller myrdet af dels sovjetiske, dels polske militære styrker.
Til trods for skaderne er stedet lavet til et frilandsmuseum og er blevet en turistattraktion. På stedet står der et mindesmærke for attentatet, og det opsøges af cirka 250.000 besøgende hvert år.

## Hitlers ophold i Ulveskansen
Denne tabel er baseret på dagbogsnotater fra officerer i Hitlers stab.
| Fra           | Til              |
| ------------- | ---------------- |
| 24. juni 1941 | 15. juli 1942    |
| 1. november   | 5. november      |
| 23. november  | 18. februar 1943 |
| 13. marts     | 21. marts        |
| 29. juni      | 7. november      |
| 16. november  | februar 1944     |
| 9. juli       | 9. juli          |
| 16. juli      | 20. november     |

## Nogle besøgende i Ulveskansen

### Fremtrædende tyske ledere
Hans Frank, Martin Bormann, Wilhelm Keitel, Joseph Goebbels, Erich Koch, Jürgen Stroop, Albert Speer.

### Udenlandske dignitarer
- Rashid Ali el Gailani – Irak (15. juli 1942)
- Marskal Ion Antonescu – Rumænien (11. februar 1942, 10. januar 1943, 26. februar 1944, 5. august 1944)
- General Banzai, militærattaché – Japan (4. april 1942)
- Boris III – Bulgarien (24. mars 1942)
- Grev Galeazzo Ciano – Italien (25. oktober 1941, 19. december 1942)
- General Agustín Muñoz Grandes – Spanien (12. juli 1942, 13. december 1942)
- Pierre Laval – Frankrig (Vichy) (19. december 1942)
- Statsminister Miklós Kállay – Ungarn
- Feltmarskal Carl Gustaf Mannerheim – Finland (27. juni 1942)
- Admiral Miklós Horthy – Ungarn (10. september 1941, sammen med general Szambathely)
- General Michoff (forsvarsminister) – Bulgarien (5. januar 1943)
- Benito Mussolini – Italien (26. august 1941, 12. september 1943, 20. juli 1944)
- Ambassadør Hiroshi Oshima – Japan (14. juli 1941, 20. januar 1943)
- Vidkun Quisling – Norge (13. januar 1944)
- Statsminister Jozef Tiso – Slovakiet (18. oktober 1941)
- Tyrkiske generaler (26. oktober 1941)